# Vinezac
Vinezac ist eine französische Gemeinde im Département Ardèche in der Region Auvergne-Rhône-Alpes mit 1388 Einwohnern (Stand 1. Januar 2022).

## Geografie
Der Marktflecken Vinezac liegt im Süden Frankreichs am Rand des Regionalen Naturparks Monts d’Ardèche, 34 Kilometer westlich von Montélimar und 10 Kilometer südwestlich von Aubenas. Nachbargemeinden von Vinezac sind Largentière im Westen, Lachapelle-sous-Aubenas im Nordosten, Uzer im Süden und Montréal im Südwesten. Das Gemeindegebiet umfasst 1091 Hektar, die mittlere Höhe beträgt 305 m, die Mairie steht auf einer Höhe von 237 m. Die Lande und die Bäche Alobres, Breuil, Valadiers, Clapuze und Fontenouille fließen durch das Gemeindegebiet.
Vinezac ist einer Klimazone des Typs Cfb (nach Köppen und Geiger) zugeordnet: Warmgemäßigtes Regenklima (C), vollfeucht (f), wärmster Monat unter 22 °C, mindestens vier Monate über 10 °C (b). Es herrscht Seeklima mit gemäßigtem Sommer.

## Bevölkerungsentwicklung
| Jahr                       | 1962 | 1968 | 1975 | 1982 | 1990 | 1999 | 2007 | 2017 |
| Einwohner                  | 524  | 551  | 571  | 686  | 856  | 989  | 1144 | 1371 |
| Quellen: Cassini und INSEE |      |      |      |      |      |      |      |      |

## Geschichte und Sehenswürdigkeiten
Mehrere Dolmen sind Nachweis einer Besiedlung des Gemeindegebiets von Vinezac in der Jungsteinzeit.

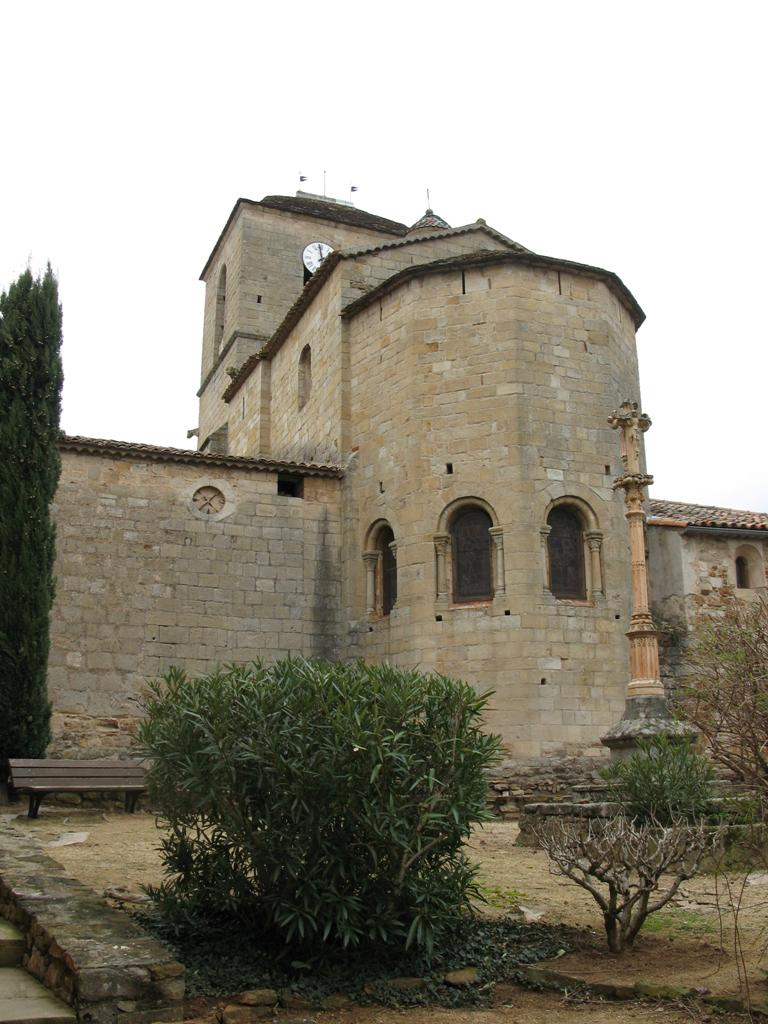
Die Kirche Notre-Dame-de-l’Annonciation

Das Komitee für Tourismus des Départements Ardèche verlieh Vinezac 2001 den Titel Village de Caractère (‚Dorf mit Charakter‘) aufgrund seiner Rebstöcke,
seiner Häuser aus rotem Sandstein und seiner denkmalgeschützten, romanischen Kirche. Die Kirche Notre-Dame-de-l’Annonciation (‚Mariä Verkündigung‘) wurde im 12. Jahrhundert erbaut. Sie wurde 1907 als Monument historique (historisches Denkmal) klassifiziert. In der Kirche ist ein ebenfalls denkmalgeschütztes Bas-Relief aus dem Mittelalter, das Daniel in der Löwengrube darstellt.
In Vinezac gibt es drei Burgruinen. Die Burg im Süden des Gemeindegebiets wird auch château Julien genannt. Ihr Donjon wurde gegen Ende des 12. oder zu Beginn des 13. Jahrhunderts erbaut. Außerdem sind Reste von zwei Türmen aus dem Spätmittelalter erhalten. Heute wird die Burg als Épicerie genutzt und ist außerdem Sitz des Kommunalverbands Syndicat mixte du Pays de l’Ardèche méridionale. Östlich davon steht das ehemalige Theater.
Die zentral gelegene Renaissance-Burg château de Charbonne wurde von der Gemeinde gekauft, da sie drohte einzustürzen. Sie wurde restauriert und dient jetzt als Hotel-Restaurant.
Von der Burg château de la Motte im Norden des Gemeindegebiets existieren nur noch Ruinen. Sie war Teil des mittelalterlichen Befestigungsrings um Vinezac. Ihren Namen verdankt sie den ehemaligen Besitzern, der Familie La Motte.

## Lokale Produkte
Auf dem Gemeindegebiet gelten kontrollierte Herkunftsbezeichnungen (AOC) für Picodon und Weiß-, Rosé- und Rotwein (Côtes du Vivarais) sowie geschützte geographische Angaben (IGP) für Wurst (Saucisson de l’Ardèche) und Wein der Bezeichnung Ardèche, Comtés Rhodaniens und Méditerranée.